# Pholiota glutinosa
Pholiota glutinosa är en svampart som först beskrevs av George Edward Massee, och fick sitt nu gällande namn av E. Horak 1971. Pholiota glutinosa ingår i släktet tofsskivlingar och familjen Strophariaceae.   Inga underarter finns listade i Catalogue of Life.